# Bollullos Par del Condado
Bollullos Par del Condado er en by og kommune i det sydvestlige Spanien i provinsen Huelva. Den har et indbyggertal på 14.359 (2024) indbyggere.